# Zhu Da
Zhu Da (xinès: 朱耷; pinyin: Zhū Dā), conegut també com a Chu Ta i Bada Shanren (en xinès: 八大山人; en pinyin: Bādà shān rén), fou un pintor xinès, poeta i cal·lígraf sota la dinastia Qing, descendent de la noblesa Ming, nascut el 1625 a Nánchāng, província de Jiangxi i mort el 1705. En relació amb la pintura i la cal·ligrafia va ser un nen prodigi.
La seva vida i obra van estar profundament marcades per la caiguda de la dinastia Ming el 1644, quan la dinastia Qing d'origen manxú va prendre el poder a la Xina, apoderant-se de Pequín, la capital imperial.
Arran de la invasió manxú i el suïcidi del darrer emperador de la dinastia Ming es va retirar a un monestir budista: però, passada la quarantena, quan va tenir esperances d'un canvi polític, va tornar a fer una vida de relacions socials. Va acabar sofrint problemes mentals.

## Context històric i vida
Zhu Da va ser descendent d'un príncep imperial Ming, i va néixer en una família d'erudits i artistes consumats. El seu avi Zhu Duozheng va ser poeta, pintor, cal·lígraf i tallador de segells, i el seu pare va ser probablement Zhu Moujin, pintor i cal·lígraf mut de naixement, per la qual cosa gràcies a les seves arrels familiars, es va xopar de cultura artística des del seu naixement. Al final de la seva adolescència, es va casar amb la primera esposa, amb qui va tenir almenys un fill.
Quan els Qing van derrotar els Ming, Zhu Da, va patir una crisi existencial i política. Després de la mort del cap de família, el seu pare, Zhu Da va perdre la parla, i va començar a comunicar-se mitjançant gestos, igual que el seu pare. En relació amb això, s'especula que realment es va fer el boig, ja que molts creien que estava fingint bogeria per evitar la participació política.
El 1645, es va unir a l'ordre monàstic budista a l'edat de dinou anys. En convertir-se en monjo, adopta diversos noms religiosos abans d'establir-se amb el pseudònim de Bada Shanren, que significa “Ermità del Gran Vuitè”. Altres pseudònims amb què va signar les seves obres van ser Lu (mono), Wu Lu (mono a casa), Xue-Ge (cop de neu), Ge Shan (aquesta muntanya). Va passar uns trenta anys al monacat, estudiant els ensenyaments del budisme Chan i els estils d'antics mestres de la cal·ligrafia i la pintura.
Al voltant de 1680, Zhu Da va deixar el sacerdoci i es va reconstruir com a pintor i poeta professional. No va estar satisfet amb la seva vida monàstica durant tota la dècada de 1670, durant la qual va buscar relacions fora de l'ordre monàstic.
A partir de 1684, Bada es va quedar a Nanchang la major part del temps, dedicant-se a la pintura i la cal·ligrafia, i a mitjan dècada de 1690 va construir un estudi de pintura. Amb els seus escassos ingressos, va viure en un petit barri residencial a la part sud de Nanchang.
A través de les seves pintures i cal·ligrafia, va expressar els seus sentiments de pèrdua, frustració i crítica cap a la situació política de la seva època. A més, aquesta vida marcada per la inestabilitat política i la repressió es va reflectir en un estil artístic personal i audaç.

## Obra pictòrica
Va ser un pintor d'un tipus de pintura coneguda com a shuimohua (shui-mo hua: 水墨畫), i és reconegut pel seu estil distintiu de pintura monocromàtica de tinta i la seva habilitat per combinar simplicitat i expressivitat. La seva obra sovint inclou animals, plantes i paisatges, tots executats amb traços de tinta molt solts, però extremadament precisos. A més, sembla que aquests animals mostren emocions humanes, sovint amb una càrrega d'ironia o sarcasme. Va fer servir símbols carregats de significats: peixos, ocells, flors de lotus, i roques, els quals expressaven el seu estat emocional o feien referència a temes com la solitud, l'estoïcisme i la resistència, tots relacionats amb el context en què vivia.
La gran majoria de les obres de Zhu Da, concretament 167 de 179, es van produir entre 1684 i 1705, que concorden amb els anys seixanta i setanta del pintor. Les seves pintures solien anar acompanyades de poemes en què apareixia la seva cal·ligrafia. Tot i que les seves obres van canviar de temàtica i de pinzellada amb el temps, totes tenien una composició que mostrava el seu enfocament experimental de l'espai pictòric.

### Primeres obres (1659-1678)
En aquesta primera etapa com a pintor només es troben onze de les obres supervivents de Zhu Da, i es van produir durant els seus anys al temple budista.
Entre elles s'inclouen l'àlbum Estudis de flors, el rotllo de mà de Verdures i fruites, l'àlbum de Loto i el rotllo de mà de Flors de tinta. A la majoria de les seves primeres obres, els seus temes només es representaven parcialment a les cantonades oposades del llenç, la majoria de les quals va deixar buides.

### Obres de 1680 a 1689
L'obra de Bada durant la dècada del 1680 estava imbuïda d'emocions personals i sentiments polítics. En aquest moment els seus temes animals sovint tenien expressions humanes. Les pinzellades angulars de les seves obres es van aconseguir utilitzant els pèls laterals del pinzell.
El Retrat de Geshan, pintat el 1674, reflecteix la transformació de l'artista de monjo a artista erudit. Segons Wang Fangyu (1913-1997), un erudit i col·leccionista de l'obra de Zhu Da, el barret de palla i les túniques llargues i soltes fan que Zhu Da sembli més un erudit que un monjo.
De la seva etapa budista es conserva poca cosa: un àlbum de pintures de flors de lotus. Una de les seves obres més cèlebres és la coneguda com a Lluna i meló (Arthur M. Sackler Museum, Harvard). A més, dues de les rares obres acolorides de Zhu Da provenen d'aquest període: el rotllo penjoll Lotus i roca del 1686 i el full d'àlbum Bambú del 1689.

### Obres de 1690 a 1705
Durant aquest període, Zhu Da va pintar temes que anaven des de flors i animals fins a paisatges. El seu àlbum de 1694 titulat Ocells, flors i paisatges incloïa els tres tipus de temes. Les seves obres mostraven una àmplia gamma tonal, i la seva pinzellada es va destacar a causa de la gran escala dels pergamins penjants en què solia pintar. Moltes de les seves obres d'aquest període estaven dedicades als seus monjos amics.

#### Àlbum d'Anwan (1694)

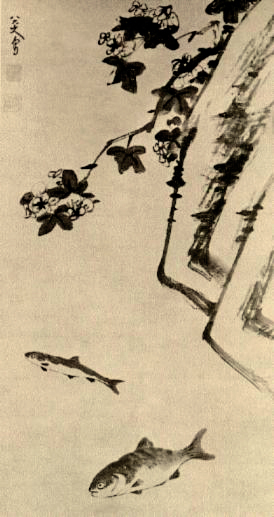
Roca i dos peixos

L'Àlbum d'Anwan del 1694 es va produir quan l'artista tenia gairebé setanta anys. El sisè full de l'àlbum és una pintura d'un peix mandarí. El peix mira fixament el poema de Bada a la cantonada superior esquerra. Les dues primeres línies del poema al·ludeixen a una història escrita al Shishuo xinyu, un llibre al qual es fa referència a moltes de les obres posteriors de Zhu Da. A la història, Xie Wan aprofundeix en el significat del nom Qu'e, fent referència al concepte taoista de “qu ze quan”, que significa “doblar-se és conservar-se sencer”, fet una metàfora de la caiguda de la feble dinastia Ming.
A la seva obra Gat i papallona sembla que el gat sura al centre de l'obra amb la papallona caçada a la boca, mentre la blancor al seu voltant mostra el moment exacte de l'acte. Les flors, els paisatges, les branques d'arbres estan pintats amb uns quants traços, fins i tot és visible el moviment de la mà, la major o menor força a la tinta més o menys fosca sobre el rotllo de paper de seda.
A Dos peixos el Buit, a més de constitutiu, es torna visible. Els peixos estan dibuixats al mig de l'obra i tot el buit al voltant s'ha d'imaginar com a mar. No hi ha línies ni cap altre traç que indiqui el moviment de les onades o de l'aigua. El mar hi és, amb els peixos, encara que no el veiem.
Cap al 1930, un pintor, Zhang Daqian, va falsificar diverses obres de Zhu, però els experts ho van detectar sense gaires dificultats perquè les còpies eren de pinzellades més suaus i arrodonides.

## Cal·ligrafia
La cal·ligrafia de Zhu Da és també notable i està fortament lligada al seu art pictòric. Durant els seus primers anys al monestir, Zhu Da va practicar la cal·ligrafia estudiant les obres dels cal·lígrafs Tang i Song. Sense haver-se decidit encara per un estil, Zhu Da va fer servir una àmplia gamma de tipus d'escriptura, inclosa l'escriptura estàndard kaishu, l'escriptura completament cursiva caoshu i l'escriptura semicursiva xingshu.
Mentre encara no tenia un estil propi, es limitava a imitar els tipus d'escriptura dels grans cal·lígrafs de la seva època. Per exemple, en les seves escriptures cursives i semicursives, Zhu Da va emular les pinzellades ràpides i fluides del cal·lígraf Ming Dong Qichang, mentre que els seus traços horitzontals eren atenuats com els de Huang Tingjian, i els seus traços a les cantonades eren aguts com els d'Ouyang Xun.
Durant la dècada de 1680,el pintor va escriure en un estil que reflectia un equilibri entre formes controlades i exagerades. I en 1689, ja havia desenvolupat el seu propi estil, que es va definir com a lliure i solt, i reflecteix el mateix tipus d'expressivitat emocional que caracteritza la seva pintura. La cal·ligrafia tradicionalment es considera un art espiritual a la Xina, i Zhu Da va fer servir aquesta forma d'expressió no només com un mitjà estètic, sinó com una manera de meditació i reflexió, particularment sobre la seva identitat i la situació política del seu temps.
A partir de 1690, malgrat haver establert el seu propi estil, Zhu Da va continuar dedicant-se a l'estudi dels mestres cal·ligràfics del passat, inclosos Wang Xizhi i el monjo Huaisu, permetent seguir millorant el seu estil. En els seus últims anys de vida, les seves pinzellades es van tornar arrodonides i centrades, i es van desviar dels seus traços aguts característics anteriors.

## Poesia
Zhu Da va començar a estudiar poesia quan tenia set anys. L'educació clàssica que va rebre a la seva joventut va aplanar el camí per als seus propis esforços poètics, ajudant-lo a acumular coneixement d'un ampli repertori de literatura xinesa i caràcters antics. Els poemes que va escriure sovint incloïen referències a textos clàssics i variants fosques de caràcters, permetent que només aquells amb el mateix coneixement de fons en desxifressin el significat.
La majoria dels seus poemes estaven impregnats d'un fort sentit d'ironia i una mena d'humor ombrívol, i moltes vegades les seves inscripcions a les pintures són tan líriques com a crítiques, brindant un context o missatge a les imatges. La foscor del seu llenguatge reflectia la familiaritat amb la secta Caodong del budisme. Els poemes de Zhu Da sovint acabaven amb imatges.

## Llegat
Zhu Da és recordat com un dels "Vuit excèntrics de Yangzhou", un grup d'artistes de la dinastia Qing que, com ell, eren coneguts pel seu individualisme i les seves formes no convencionals d'expressió artística. La seva influència s'estén fins a l'art contemporani xinès, on és valorat com a símbol de la resistència cultural i l'autenticitat personal. La seva obra és celebrada per la seva profunditat emocional, la seva innovació estilística, i la seva capacitat de capturar l'essència dels seus sentiments i pensaments en les seves pintures de manera profundament simbòlica.